# Балтійська Військово-морська Ескадра

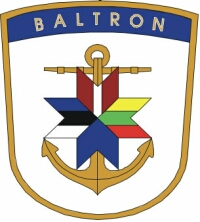
Емблема БАЛТРОН

Балтійська Військово-морська Ескадра (БАЛТРОН) (англ. Baltic Naval Squadron) спільна ескадра ВМС балтійських країн Латвії, Литви, Естонії на Балтійському морі.

## Історія

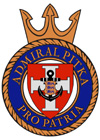
Емблема штабного корабля "Адмірал Пітка"

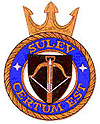
Емблема тральщика "Сакала"

Балтійські країни провели перші спільні навчання "Amber Sea 95", після яких 12 жовтня 1996 міністри оборони трьох країн обговорили створення спільної ескадри для тралення мін. 16 квітня 1998 у Ризі уряди домовились про створення ескадри 28 серпня 1998 з штаб-квартирою у Таллінні.
12 червня 1998 у Брюселі Швеція, країни-члени НАТО Бельгія, Данія, Німеччина, Велика Британія, Нідерланди, Норвегія та Фінляндія, Польща (члени НАТО з 1999) заявили про підтримку місії по знешкодженню мін. Загальну координацію створення ескадри взяла на себе Німеччина, яка у жовтні 2000 надала мінні тральщики класу "Lindau", названі у ВМС Естонії "Sulev" і "Wambola", ВМС Латвії M-03 "Namejs", ВМС Литви M52 "Sūduvis", M51 "Kuršis". Данія надала ВМС Естонії корабель штабний і забезпечення "Admiral Pitka" класу "Hvidbjørnen". З вересня 2001 центром підготовки водолазів стала Лієпая у Латвії.

### Місія
Кораблі Балтійської Військово-морської Ескадри (БАЛТРОН) проводять щонайменше 6 місяців у походах та управляються з об'єднаного штабу у Таллінні. Метою ескадри є поліпшення координації флотів балтійських держав і з ВМС країн НАТО після входження до його складу 2004 року. Кожна з держав може використовувати ескадру для двох місій щорічно. Мова спілкування кораблів ескадри англійська. Ескадра співпрацює з тральщиками ВМС НАТО, бере участь у міжнародних навчаннях «Open Spirit».
Ескадра повинна виявляти у територіальних водах балтійських країн міни, торпеди, набої періоду двох світових воєн за допомогою гідролокатора і підводного апарата, проводити підводну зйомку, водолазні роботи, навчання екіпажів безпеки на морі, портах, пошуково і рятувальні операції. Щороку відбувається ротація командуючого ескадри, до складу якої входить 4-6 кораблів.